# استن بریتین
استن بریتین (انگلیسی: Stan Brittain؛ زادهٔ ۴ اکتبر ۱۹۳۱) دوچرخه‌سوار اهل بریتانیا است.
وی در مسابقات کشوری و بین‌المللی در مجموع برندهٔ ۱ مدال نقره شده‌است.